# Smalbladig silverbuske
Smalbladig silverbuske (Elaeagnus angustifolia) är en havtornsväxtart. Smalbladig silverbuske ingår i släktet silverbuskar, och familjen havtornsväxter.

## Underarter
Arten delas in i följande underarter:
- E. a. angustifolia
- E. a. orientalis
- E. a. turcica

## Bildgalleri

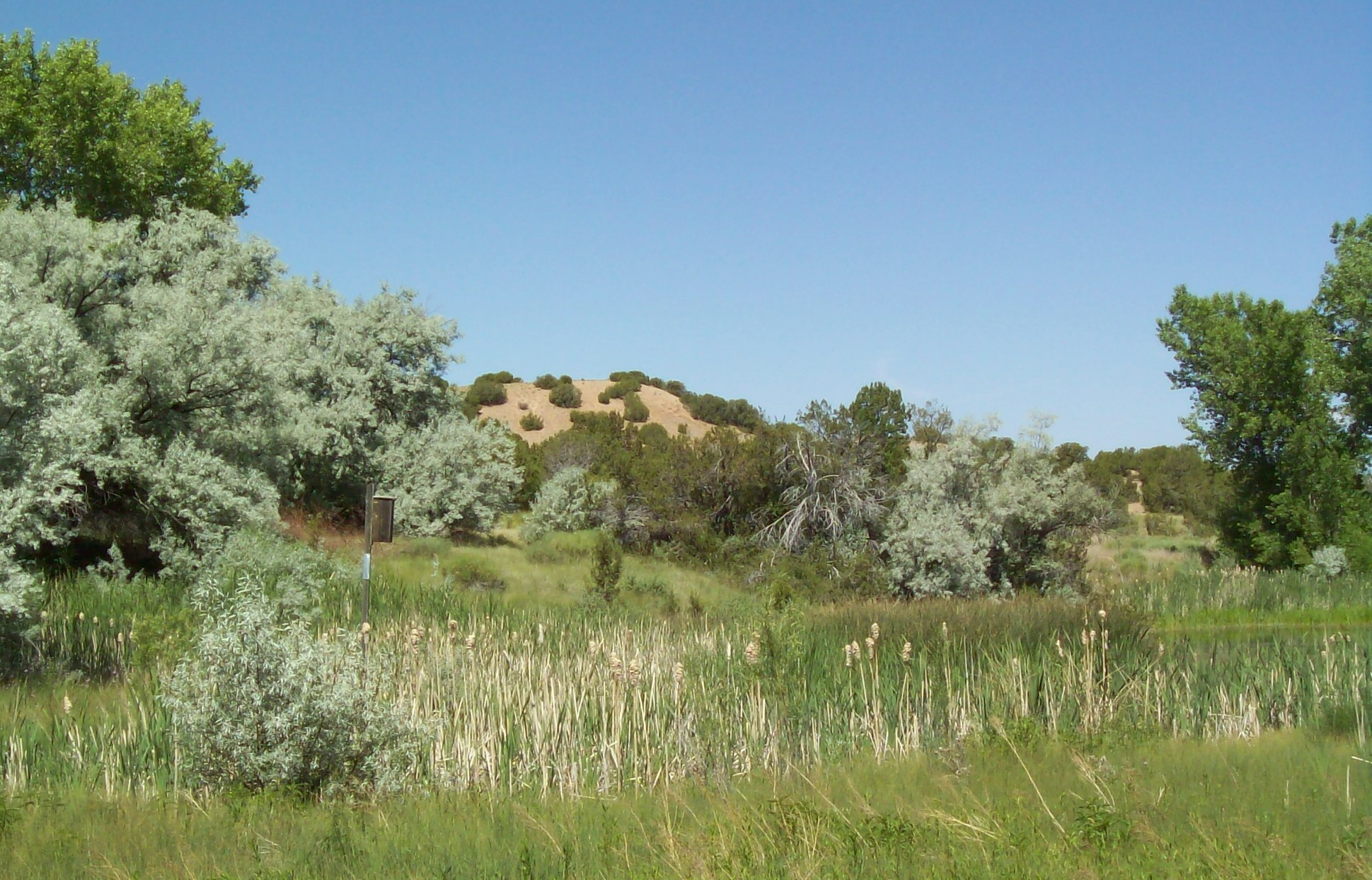
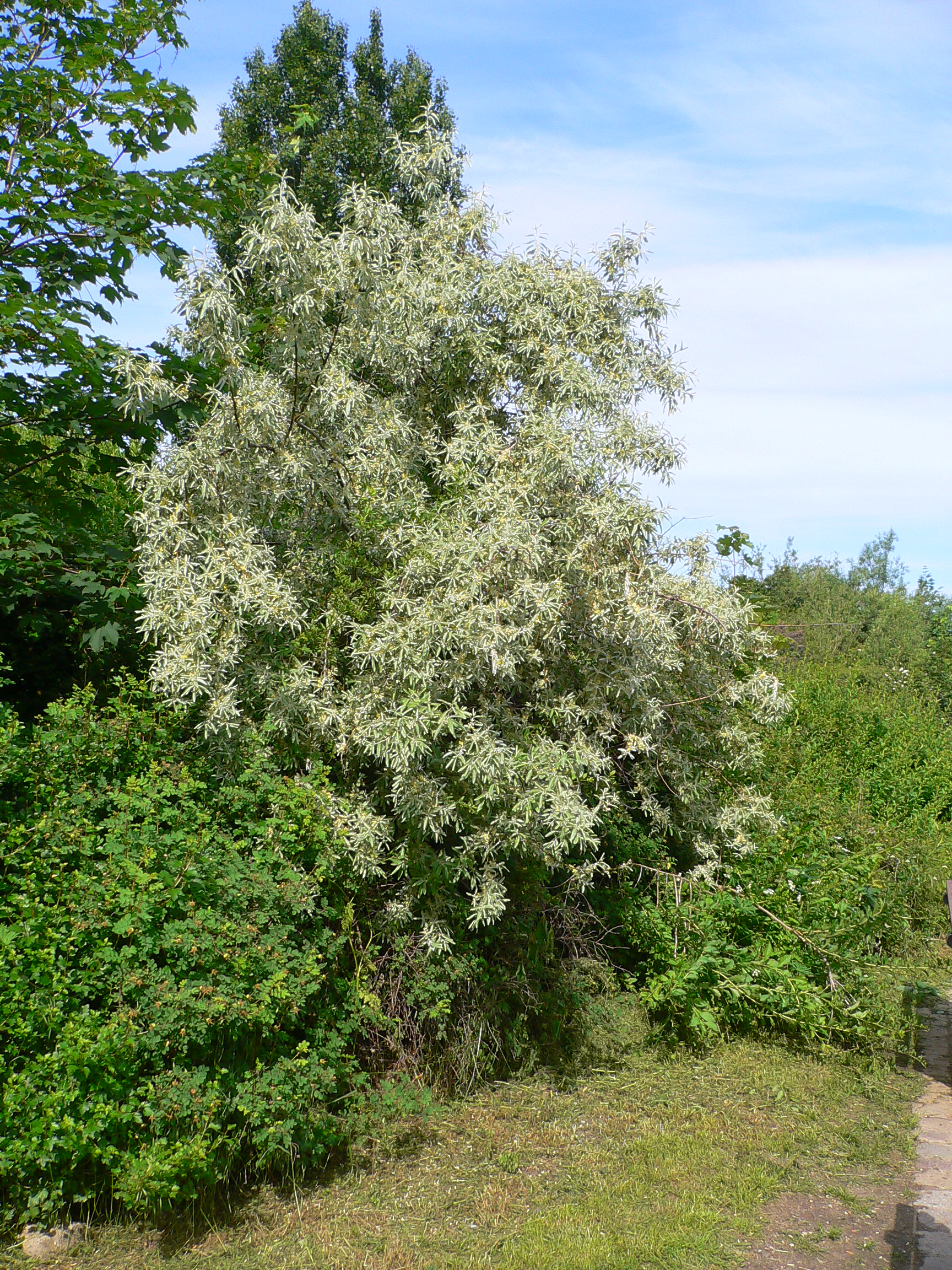
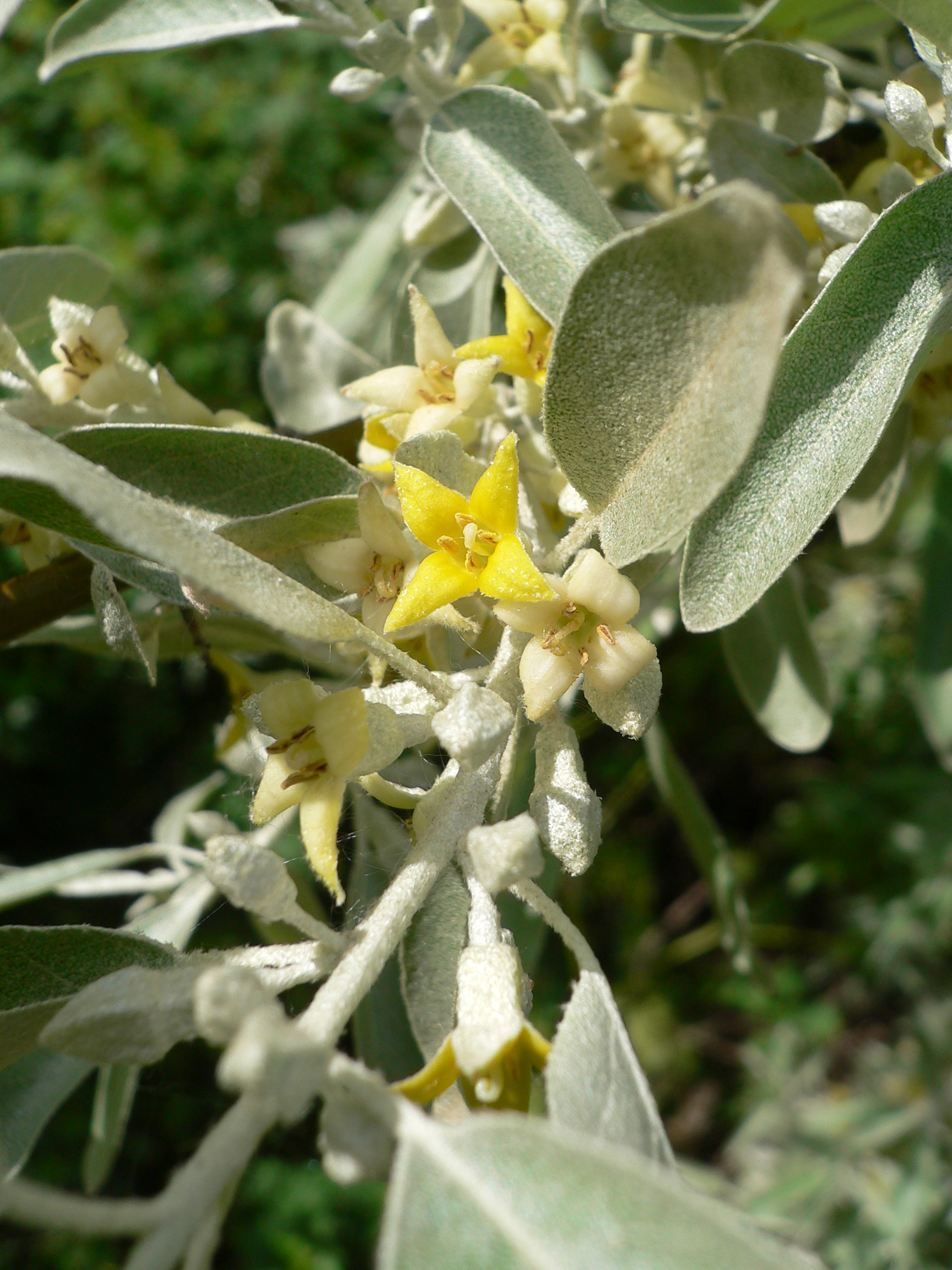
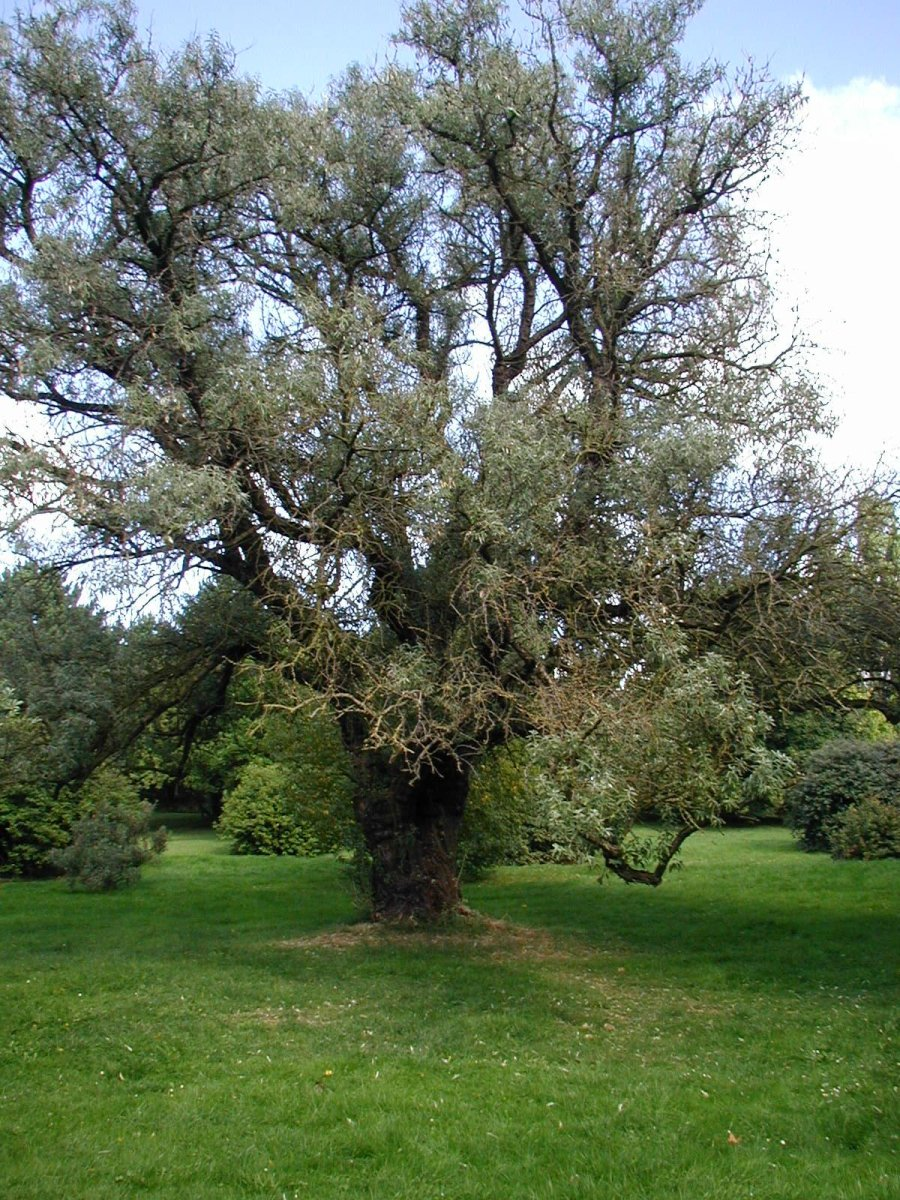
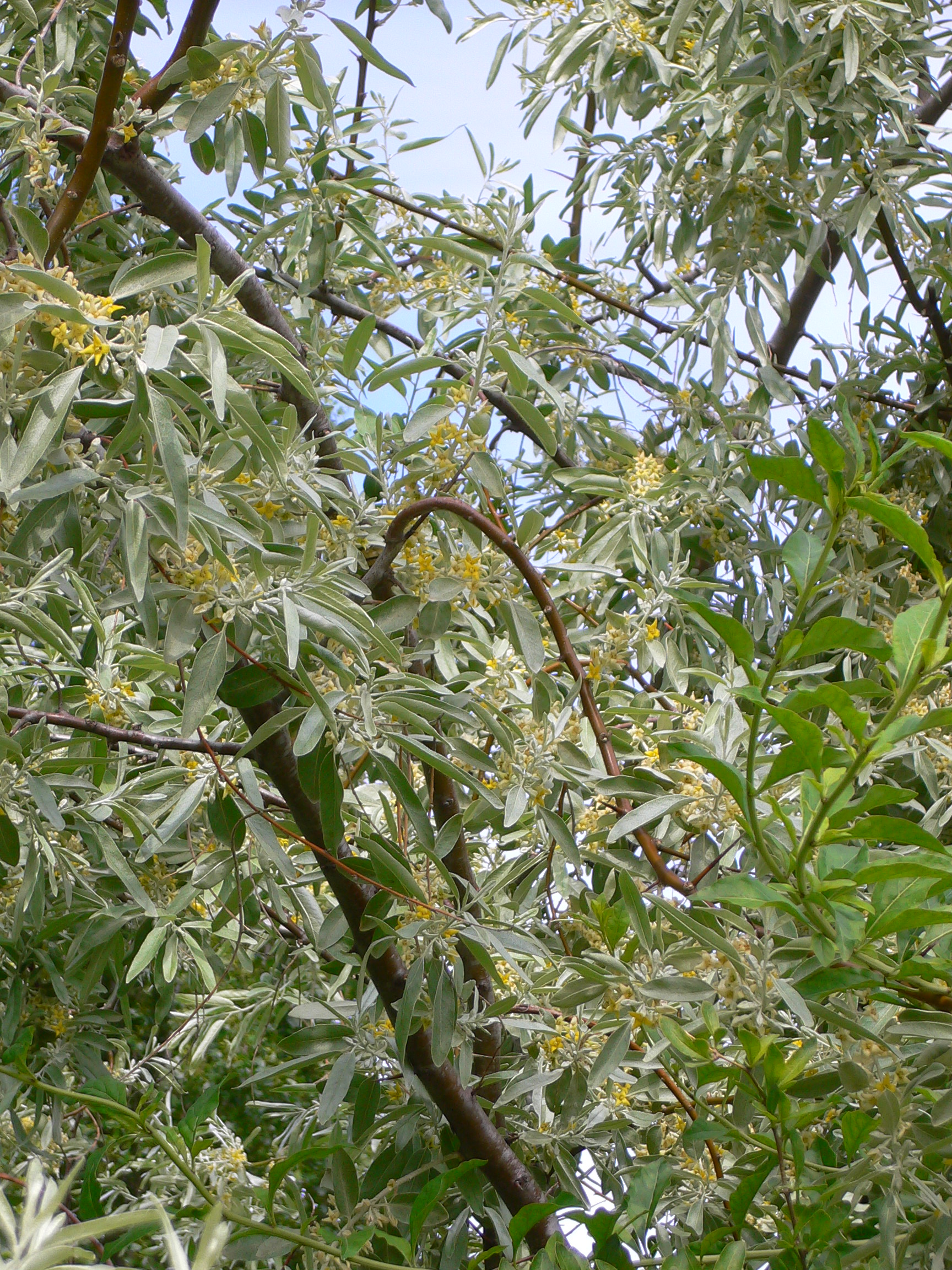
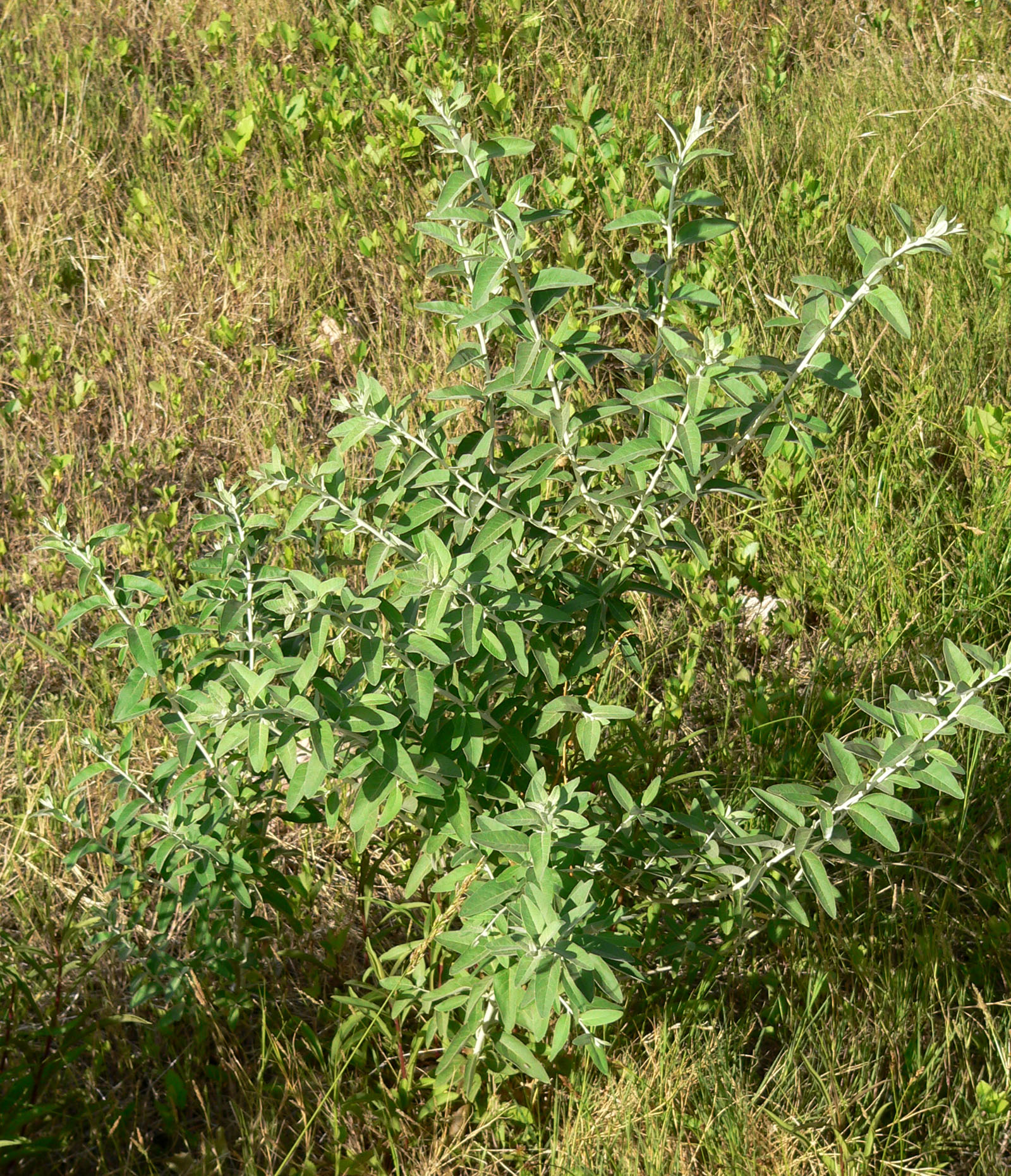